# No. 10, Upping St.
No. 10, Upping St. ist ein Musikalbum von B.A.D.
„No. 10, Upping St.“ erschien 1986 bei Sony und wird dem Genre Punkrock zugerechnet.

## Musikstil
„No. 10, Upping St.“ ist das zweite Album von B.A.D. und steht musikalisch ganz in Tradition der eher Disco-orientierten Stücke der späten Phase der Punkband The Clash, bei der B.A.D.-Gründer Mick Jones zuvor Gitarrist war – ein Stil, der als Postpunk bezeichnet wurde.

## Titelliste
1. C’mon every beatbox – 5:25
2. Beyond the pale – 4:41
3. Limbo the law – 4:43
4. Sambadrome – 4:51
5. V Thirteen – 4:53
6. Ticket – 3:28
7. Hollywood Boulevard – 4:29
8. Dial a hitman – 5:04
9. Sightsee M.C. ! – 4:57
10. Ice cool killer – 5:33
11. The big v – 4:48

## Veröffentlichungen und Charterfolge
„No. 10, Upping St.“ erreichte Platz 11 der britischen Verkaufs-Charts, die ausgekoppelten Singles „C’mon every beatbox“ aus dem Jahr 1986 und „V Thirteen“ aus dem Jahr 1987 die Plätze 51 bzw. 49 der britischen Singles-Hitparade.